# ななみなな
ななみなな（1985年11月20日 - ）は、日本の歌手、ものまねタレント、女優。アーティスト「Nanami」としても活動。本名、岩村菜々美。長崎県佐世保市出身。佐世保商業高等学校出身。所属は、株式会社オフィスＫ。

## 来歴
2009年、フジテレビ『ゴールドハウス』にて、ジャッキー・チェンのプロデューサーを勤めたウィリー・チャンが初めて歌手をプロデュースする企画「香港×日本ユニットオーディション」で優勝し、同年、香港にてJ-Twins『My Dear Friend』でデビュー。
2010年、単身シンガポールに渡り滞在し、クラブハウスで生バンドと共に毎日歌を歌っていた。この頃、英語と中国語も独学で学ぶ。
2014年、Podcast番組「ガー!ガー!!ガー!!!×RADIO」の企画、RPPプロジェクトのアルバム『RPPレンジャイ』にて大黒まりこ×Niat『恋する微熱』、Niat『進め!!（Ver.Niat）』の2曲に参加。
同年、シンガポールの観光名所マリーナベイ・サンズにて開催されたPlay Live主催のコンサートに日本人枠として参加。
現在、“ななみなな”名義でものまねタレントとして活動中。

## 人物[3]
- 血液型    B型
- 趣　味    ドライブ・アニメ鑑賞
- 特　技    空手（初段）・中国語・英語
- サイズ    H163cm B88cm W68cm H90cm S24.5cm 頭サイズ56cm
- 資　格    普通免許

## ものまねレパートリー
- 吉田美和
- 中森明菜
- 大黒摩季
- 山口百恵
- いきものがかり
- 高橋洋子
- 髙橋真梨子
- 絢香
- 渡辺美里
- 天童よしみ
- プリンセス プリンセス
- 鬼束ちひろ

など

## 配信音楽　NANAMI名義

### シングル
- Beating /4月〜Sakura〜  -2019年5月

### アルバム
- 1UP -2019年11月
  - 深呼吸
  - Jumpin'
  - I still
  - Beating
  - 猫
  - 呪文
  - 4月〜Sakura〜

## 出演

### バラエティ番組
- ゴールドハウス（フジテレビ） -2009年、香港デビューへの道 グランプリ獲得
- 七人のコント侍（NHK BSプレミアム）
- 爆笑そっくりものまね紅白歌合戦スペシャル（フジテレビ）
  - 放送直前見どころ先取りスペシャル-2022年4月23日
  - 2022年10月15日
- ものまね王座決定戦（フジテレビ）
  - 2019年12月6日、2020年12月4日、2021年12月3日
- ピラミッド・ダービー（TBS）-歌声見極めダービー
- 今夜はナゾトレ（フジテレビ）
- 笑×演（テレビ朝日）
- THEものマネー！1コーラス歌いきりバトル！（ameba）-2019年2月5日
- 熱唱!ミリオンシンガー（日本テレビ）-2022年8月9日、2023年3月2日
- よるのブランチ（TBS）-2022年9月7日
- モノマネでもいいから聴きたい！昭和・平成の名曲ベスト55!（テレビ東京）-2019年5月2日
- ダウンタウンDX（読売テレビ）、DXモノマネ！ウィンターフェス-2021年1月21日
- ものまねグランプリ（日本テレビ）
  - 2022年5月3日
- 金スマ-激似爆笑!! 豪華33名による極上ものまねSHOW 3時間SP!!（TBS）-2022年6月24日
- ものまね芸人151人がガチで選んだいま本当にスゴい！ものまねランキング（テレビ東京）-2021年1月2日
- ものまねのプロ152人がガチで選んだ本当に似てる！“歌ものまね”ランキング字幕放送（テレビ東京）-2022年8月11日
- モニタリング（TBS）-2023年1月19日
- アーティスト別モノマネ頂上決戦（TBS）-2023年3月1日
- 内村のツボる動画（テレビ東京）-2023年3月7日
- THEカラオケ★バトル（テレビ東京）-2023年4月9日
- 千鳥の鬼レンチャン（フジテレビ）-2024年4月21日

### ドラマ
- 問題のあるレストラン（フジテレビ） -2015年
- サイレーン 刑事×彼女×完全悪女（カンテレ）  -2015年
- ふなっしー探偵無差別爆破テロ発生! 1300万人の命を守れ! スカッと事件を解決せよ!（フジテレビ） -2016年1月7日
- ワイルド・ヒーローズ（日本テレビ） -2015年
- 花咲舞が黙ってない（日本テレビ）
- エンジェル・ハート（日本テレビ） -2015年
- 偽装の夫婦（日本テレビ） -2015年
- 地味にスゴイ!校閲ガール・河野悦子（日本テレビ） -2016年
- MARS〜ただ、君を愛してる〜（日本テレビ） -2016年
- 下町ロケット（TBSテレビ） -2015年
- 手裏剣戦隊ニンニンジャー（テレビ朝日） -2015年
- アイ'ム ホーム（テレビ朝日） -2015年
- エイジハラスメント（テレビ朝日） -2015年
- ドクターX〜外科医・大門未知子〜スペシャル（テレビ朝日） -2015年
- 相棒15（テレビ朝日）
- まれ（NHK） -2015年
- 美女と男子（NHK） -2015年
- 三匹のおっさん2 〜正義の味方、ふたたび!!〜（テレビ東京） -2015年
- ドクター調査班〜医療事故の闇を暴け〜（テレビ東京） -2016年

### 映画
- 信長協奏曲 - 遊女役、2016年1月23日公開
- MARS〜ただ、君を愛してる〜 - 泉ヶ丘学園生徒役、2016年6月18日公開